# Afrothismia
Afrothismia, rod saprofitskog bilja klasificiran tradicionalno u porodicu Burmanniaceae, dio reda bljuštolike. Rod je opisan 1906. Pripada mu 15 vrsta, sve su iz Afrike.
Godine 2023. uključen je u novu mikoheterotrofnu porodicu Afrothismiaceae. Rod je opisan u Botanische Jahrbücher für Systematik, Pflanzengeschichte und Pflanzengeographie 38: 138. 1906.

## Opis
Afrothismia je rod nefotosintetskih mikoheterotrofa iz šuma kontinentalne tropske Afrike. Višestruki filogenetski zaključci koji koriste molekularne podatke vraćaju rod kao sestru kladi koja se sastoji od mikoheterotrofnih Thismiaceae i fotosintetske obitelji Taccaceae, suprotno ranijim smještanjima Afrothismia i Thismiaceae unutar Burmanniaceae. Morfološka potpora za odvajanje Afrothismia od ostatka Thismiaceae ovisila je o zigomorfnim cvjetovima Afrothismia (iako su neke vrste Thismia također zigomorfne) i njihovim grozdovima korijenskih gomolja, svaki s terminalnim korijenom. Broj opisanih vrsta Afrothismia nedavno se povećao s četiri na 16, s još sedam vrsta koje su još neopisane; ova su otkrića dodala morfološke karakteristike koje podržavaju njegovu razliku od Thismiaceae. Najznačajnije je da jajnik kod Afrothismia ima jednu posteljicu s peteljkom i obrezane plodove iz kojih se sjemenke izbacuju podizanjem posteljice (za razliku od Thismiaceae, tri posteljice, i sjemenke nisu izbačene). Prašnici afrothismia umetnuti su u donji dio cvjetne cijevi, gdje su pričvršćeni za stigmu, a pojedini cvjetovi su ispod jednog velikog leđnog brakteja. Nasuprot tome, kod Thismiaceae, prašnici su umetnuti na ušću cijevi, slobodni od i udaljeni od stigme, a svaki cvijet je pokriven labavim pršljenom od (2 –) 3 (– 4) brakteje. Sve osim jedne (Afrothismia insignis; ranjiva) od 13 vrsta procijenjenih na IUCN Crvenom popisu ugroženih vrsta su ili ugrožene ili kritično ugrožene; jedna se vrsta (A. pachyantha) smatra izumrlom.

## Vrste
1. Afrothismia amietii Cheek
2. Afrothismia baerae Cheek; kritično ugrožena
3. Afrothismia foertheriana T.Franke, Sainge & Agerer
4. Afrothismia fungiformis Sainge & Kenfack
5. Afrothismia gesnerioides H.Maas
6. Afrothismia hydra Sainge & T.Franke
7. Afrothismia insignis Cowley
8. Afrothismia korupensis Sainge & T.Franke
9. Afrothismia kupensis Cheek & S.A.Williams
10. Afrothismia mhoroana Cheek
11. Afrothismia pachyantha Schltr.
12. Afrothismia pusilla Sainge & Kenfack
13. Afrothismia saingei T.Franke
14. Afrothismia winkleri (Engl.) Schltr.
15. Afrothismia zambesiaca Cheek